# Kina Malpartida
Kina Talia Malpartida Dyson (San Isidro, Lima, 25 de marzo de 1980) es una ex boxeadora peruana y excampeona mundial de boxeo femenino en la categoría superpluma de la Asociación Mundial de Boxeo.

## Biografía

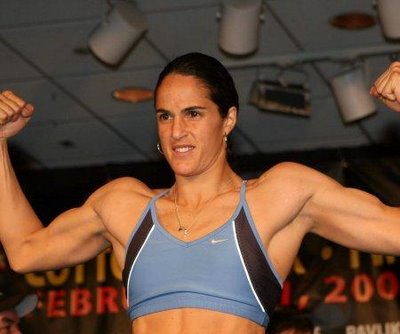
Fotografía de Kina Malpartida

Kina Malpartida nació en Lima. Es hija de Óscar "Chino" Malpartida, excampeón peruano de surf y de la modelo Susy Dyson. Practicó karate desde los 6 años, obteniendo el cinturón marrón a los 13. Ese mismo año empezó a practicar surf, siendo campeona en algunos torneos de las categorías infantiles, coronándose Campeona Nacional Absoluta en 1996. Estudió en el Colegio Franklin Delano Roosevelt del distrito de La Molina.
En 1999 se mudó a Queensland, Australia donde estudió Administración de Restaurantes y Catering en la Griffith University, donde obtuvo su bachillerato, y Cocina Comercial en el instituto australiano TAFE. En el 2003, tras la invitación de un amigo a un entrenamiento de boxeo, decidió dedicarse a este deporte. Obtuvo una victoria en su primera pelea como profesional contra Katrina Hartding. Tras ganar sus primeras cinco peleas, deja Australia y viaja hacia Estados Unidos a seguir su entrenamiento en Los Ángeles. Obtuvo el título de la Asociación Mundial de Boxeo en la categoría superpluma el 21 de febrero del 2009, venciendo a la estadounidense Maureen Shea por nocaut técnico tras derribarla en el décimo asalto en el combate realizado en el Madison Square Garden. Defendió su título en junio del mismo año, en Lima, su ciudad natal, frente a la brasilera Halana Dos Santos (19 años y puesto 34 del ranking), venciéndola por K.O. técnico en el séptimo asalto.
Malpartida recibió los Laureles Deportivos en el grado de Gran Cruz el 11 de marzo de 2009.
Por segunda vez Kina Malpartida combatió la noche del 5 de diciembre para defender su título frente a la boxeadora británica Lindsay Scragg, en el Citizens Business Bank Arena de Ontario, California (Estados Unidos). La pelea fue muy pareja, extendiéndose hasta el décimo asalto, obteniendo la victoria por decisión. En las tarjetas, los jueces decretaron 98-91, 98-91 y 97-92 a favor de Kina.
El 26 de junio del 2010, defendió su título por tercera vez frente a la colombiana Liliana Palmera. La pelea, realizada en el Jockey Club del Perú, se extendió hasta el décimo asalto donde Kina se llevó la victoria por decisión unánime. El 16 de abril volvió a retener su título tras vencer a Rhonda Luna por puntos.
Kina ganó su quinta defensa del título mundial el 19 de mayo de 2012 ante la tailandesa de 19 años Sriphrae Nongkipahuyuth. Ganó por knock out técnico en el sexto asalto cuando el árbitro detuvo la pelea, ya que Kina era muy superior a su rival asiática. Este encuentro recibió muchas críticas de parte de algunos medios de prensa debido al bajo nivel demostrado por su contendora.
El 6 de enero de 2014, en declaraciones a una radioemisora limeña, Malpartida anunció su retiro definitivo de la práctica del boxeo. "Es mejor retirarse cuando uno está arriba, uno tiene que estar en su máximo para pelear porque es un desgaste tremendo", señaló.
Desde entonces, ha tenido otras apariciones mediáticas, ya sea por participar en televisión u ocupar el cargo de directora de los campeonatos mundiales femeninos.

## Staff
Durante su carrera, Kina fue manejada por Mario Morales en el Azteca Boxing Club en Bell Gardens, California.

## Carrera boxística
| Resultado | Récord | Rival                   | Tipo              | Asalto | Fecha                   | Recinto                        | Lugar                       |
| --------- | ------ | ----------------------- | ----------------- | ------ | ----------------------- | ------------------------------ | --------------------------- |
| Victoria  | 14-3   | Sriphrae Nongkipahuyuth | Nocaut Técnico    | 6°     | 19 de mayo de 2012      | Coliseo Miguel Grau del Callao | Lima, Perú                  |
| Victoria  | 13-3   | Rhonda Luna             | Decisión Unánime  | 10°    | 16 de abril de 2011     | Estadio Monumental             | Lima, Perú                  |
| Victoria  | 12-3   | Liliana Palmera         | Decisión Unánime  | 10°    | 26 de junio de 2010     | Jockey Club                    | Lima, Perú                  |
| Victoria  | 11-3   | Lyndsay Scragg          | Decisión Unánime  | 10°    | 5 de diciembre de 2009  | Citizen Business Bank Arena    | California, Estados Unidos  |
| Victoria  | 10-3   | Halana Dos Santos       | Nocaut Técnico    | 7°     | 20 de junio de 2009     | Coliseo Dibos                  | Lima, Perú                  |
| Victoria  | 9-3    | Maureen Shea            | Nocaut Técnico    | 10°    | 21 de febrero de 2009   | Madison Square Garden          | New York, Estados Unidos    |
| Derrota   | 8-3    | Rhonda Luna             | Decisión Dividida | 5°     | 20 de noviembre de 2008 | San Manuel Casino              | Highland CA, Estados Unidos |
| Derrota   | 8-2    | Ela Núñez               | Nocaut Técnico    | 5°     | 29 de noviembre de 2007 | Marriott Hotel                 | Irvin CA, Estados Unidos    |
| Victoria  | 8-1    | Elizabeth Moreno        | Decisión Unánime  | 4°     | 27 de setiembre de 2007 | Marriott Hotel                 | Irvin CA, Estados Unidos    |
| Victoria  | 7-1    | Crystal Morales         | Decisión Unánime  | 4°     | 19 de julio de 2007     | Marriott Hotel                 | Irvin CA, Estados Unidos    |
| Derrota   | 6-1    | Miriam Nakamoto         | Decisión Unánime  | 4°     | 20 de abril de 2006     | Marriott Hotel                 | Irvin CA, Estados Unidos    |
| Victoria  | 6-0    | Lisa Martín             | Decisión Unánime  | 4°     | 23 de febrero de 2005   | Marriott Hotel                 | Irvin CA, Estados Unidos    |
| Victoria  | 5-0    | Mirelle Walford         | Decisión Unánime  | 4°     | 11 de febrero de 2005   | Broncos Leagues Club           | Queensland, Australia       |
| Victoria  | 4-0    | Holly Ferrnely          | Decisión Unánime  | 6°     | 23 de abril de 2004     | Southport RSL                  | Queensland, Australia       |
| Victoria  | 3-0    | Leona Nicholls          | Decisión Unánime  | 3°     | 3 de abril de 2004      | Shire Hall, Gaton              | Queensland, Australia       |
| Victoria  | 2-0    | Sharon Bischoff         | Nocaut Técnico    | 2°     | 28 de noviembre de 2003 | Southport RSL                  | Queensland, Australia       |
| Victoria  | 1-0    | Katrina Harding         | Decisión Unánime  | 3°     | 22 de agosto de 2003    | Southport RSL                  | Queensland, Australia       |

## Vida personal
El hermano menor de Kina, Álvaro Malpartida, también es un surfista competitivo que ha sido Campeón Nacional de Surf de Perú cuatro veces y actualmente está comenzando a competir en eventos internacionales de surf. Kina ha logrado desarrollar un gran número de seguidores, con entradas agotadas en su primera defensa del título de Campeona Mundial de la AMB.
El liderazgo de Kina ganando y defendiendo con éxito su cinturón de campeonato de la AMB, la ha convertido en un modelo a seguir para las mujeres y los niños en América del Sur. En julio de 2009, la poderosa Asociación de Negocios Latinos (LBA), durante su Ceremonia Anual de Premios Sol en el Hotel Century Biltmore, otorgó a Kina el Premio al Liderazgo Global del Presidente debido a su destacado papel como líder a nivel global y como modelo a seguir para las mujeres y niños.

## Incidentes legales
El 7 de junio de 2012, Malpartida se vio envuelta en un incidente policial en la ciudad de Lima, al ser intervenida en horas de la mañana por un patrullero de la dependencia del distrito de Barranco cuando salía de una discoteca. Una prueba de alcoholemia determinaría que la campeona mundial se encontraba manejando su vehículo con por lo menos el doble del alcohol en la sangre permitido por la ley peruana. Como consecuencia de este incidente la licencia de conducir de Malpartida fue suspendida por el período de un año. Asimismo y luego de aceptar su responsabilidad en el hecho, se le impuso en sede judicial una multa de 1,800 nuevos soles y la obligación de hacer horas comunitarias.

## Otras actividades
Entre 2013 y 2016 fue presentada en los reality shows Esto es guerra y El origen de la lucha dejando su carrera en el boxeo.